# Agriphila geniculea
Agriphila geniculea là một loài bướm đêm thuộc họ Crambidae. Loài này có ở châu Âu và parts của Bắc Phi.
Sải cánh dài 20–26 mm. Con trưởng thành bay từ tháng 7 đến tháng 10 tùy theo địa điểm.
Ấu trùng ăn nhiều loại cỏ.